# Jan Dismas Zelenka
Jan Dismas Zelenka (Louňovice pod Blaníkem, 1679. október 16. – Drezda, 1745. december 23.) cseh zeneszerző és zenész a barokk zenetörténeti korszakban. 
Csehországban született, tanult Prágában és Bécsben, majd Drezdában működött. Legjelentősebb műve és munkásságának csúcspontja a Sub Olea Pacis Et Palma Virtutis című kompozíció előadása volt VI. Károly cseh király koronázásakor.

## Élete, munkássága
Zelenka Lunovice pod Blaníkemben született 1679 októberében, katolikus család nyolc gyermekének egyikeként. Édesanyja Maria Magdalena, édesapja Jiri Zelenka, tanár, kántor, feltehetőleg Zelenka első zenetanára. Komolyabb zenei tanulmányait a mai nagybőgő elődjén, a violonén kezdte meg egy jezsuita kollégiumban, ennél több pontos információt a fiatal koráról azonban nem ismerünk. Első műveit a zeneszerző Prágában írta, a legkorábbi általunk ismert a Via laureta 1704-ből. A mű csaknem teljes anyaga elveszett, egyedül a libretto maradt fenn az utókornak.
1709-től Johann von Hartig báró, zeneszerző és zenész növendéke. Ő volt az, aki az 1710-es évek fordulóján beajánlotta az ifjú Zelenkát a drezdai királyi udvar zenekarába, a hangszeri összetétel és létszám tekintetében is Európa egyik legjelentősebb Hofkapelléjébe. Von Hartig báró 1741-es halálának emlékére íródott a Litaniae Lauretanae 'Salus infirmorum'. Zelenka első ismertebb műve Drezdából a Missa Sanctae Siciliae 1711-ből, amely jelentős elismertséget hozott neki a királyi udvarban.
Olaszországi körútja után 1716-ban Bécsbe ment tanulni Johann Joseph Fuxtól, akinél elsajátítja a stylus mixtus alapelveit. Egészen az 1730-as évekig e szerint komponál. Ilyen stílusban íródott Sub Olea Pacis Et Palma Virtutis című műve Vencel cseh király emlékére. A melodrámát VI. Károly cseh királlyá való koronázásán mutattak be, 1723-ban. Ez hozta meg számára a nagyobb elismertséget országos és európai szinten egyaránt.
A Hofkapelle zenekari összetételéből adódott, hogy zeneszerzői hangszeres áriákat publikáljanak. Ezeknek a hangszeres passage-ai olyan virtuozitást rejtettek magukban, hogy gyakran az instrumentális ritornellól akár két percesek is lehettek. Zelenka műveiben megfigyelhető a Vivalditól származó concerti con molti strumenti írásmód, melyre a szólisták vetélkedése jellemző, a dzsesszhez hasonlóan. 
Jelentős kompozíciói mellett Zelenka számos, korának ismert zenészét tanította, mint például Johann Joachim Quantzt, II. Nagy Frigyes porosz király fúvósát. Barátjának tudhatta Georg Philipp Telemannt, számos elismert zeneszerzőt, valamint Sylvius Leopold Weisst, a barokk zene egyik leghíresebb lantművészét. Johann Sebastian Bach is jelentős inspirációjának tartotta Zelenkát.[forrás?]
1745. december 23-án halt meg ödémában. Nem nősült meg, gyermekei nem születtek. Habár sokan feltételezik egy fekete-fehér arcképről, hogy a zeneszerzőről készült, valójában tanárát, Fuxot ábrázolja a festmény. Zelenkáról ismereteink szerint nem készült ábrázolás.